# Nicolás Azambuja
Nicolás Ezequiel Azambuja Vargas (Salto, 28 marzo 2008) è un calciatore uruguaiano, centrocampista del Danubio.

## Carriera

### Club
Cresciuto nel settore giovanile del Danubio, con cui ha firmato il primo contratto professionistico il 15 novembre 2024; ha debuttato in prima squadra il 12 dicembre successivo nell'incontro di Primera División perso 3-1 contro il Dep. Maldonado.

### Nazionale
Ha giocato con le nazionali giovanili uruguaiane Under-15 e Under-17; nel 2025 con quest'ultima nazionale ha inoltre partecipato al campionato sudamericano Under-17.

## Statistiche

### Presenze e reti nei club
Statistiche aggiornate al 12 luglio 2024.
| Stagione        | Squadra         | Campionato      | Campionato | Campionato | Coppe nazionali | Coppe nazionali | Coppe nazionali | Coppe continentali | Coppe continentali | Coppe continentali | Altre coppe | Altre coppe | Altre coppe | Totale | Totale | Totale |
| Stagione        | Squadra         | Comp            | Pres       | Reti       | Comp            | Pres            | Reti            | Comp               | Pres               | Reti               | Comp        | Pres        | Reti        | Pres   | Reti   |        |
| --------------- | --------------- | --------------- | ---------- | ---------- | --------------- | --------------- | --------------- | ------------------ | ------------------ | ------------------ | ----------- | ----------- | ----------- | ------ | ------ | ------ |
| 2024            | Danubio         | PD              | 1          | 0          | CU              | 0               | 0               | -                  | -                  | -                  | -           | -           | -           | 1      | 0      |        |
| 2025            | Danubio         | PD              | 5          | 0          | CU              | 0               | 0               | -                  | -                  | -                  | -           | -           | -           | 5      | 0      |        |
| Totale carriera | Totale carriera | Totale carriera | 6          | 0          |                 | 0               | 0               |                    | -                  | -                  |             | -           | -           | 6      | 0      |        |